# Guadalupe: Madre de la Humanidad
Pour plus de détails, voir Fiche technique et Distribution.
Guadalupe: Madre de la Humanidad est un docudrame religieux espagnol sorti en 2024, réalisé par Andrés Garrigó et Pablo Moreno.

## Synopsis
Les apparitions de Notre-Dame de Guadalupe en 1531, non seulement racontées, mais mises en scène, et leur influence sur les personnes du xxie siècle.

## Fiche technique
- Titre : Guadalupe: Madre de la Humanidad
- Réalisation : Andrés Garrigó, Pablo Moreno
- Scénario : Andrés Garrigó, Josepmaria Anglés, Javier Ramírez, Josemaría Muñoz
- Genre : Docudrame
- Production : Andrés Garrigó, Josemaría Muñoz, María Esparcia pour Goya Producciones
- Son : Borja Murel
- Maquillage : Marcela Tovar
- Photographie : Ismael Durán, Rubén D. Ortega
- Montage : Chechu García, José Luis Martínez Castilla, Javier Ramírez
- Durée : 102 min
- Costumes : Nacho Pérez
- Pays de production :  Espagne
- Langue : espagnol
- Dates de sortie : 
  - Mexique : 22 février 2024
  - Espagne : 1er mars 2024
  - France : 4 décembre 2024[2]
- Budget : 195 000 €[3]

## Distribution
- Alejandro Márquez
- Pepe Vázquez
- Karyme Lozano : présentatrice du documentaire[4]
- Angélica Chong : Notre-Dame de Guadalupe[4]
- Mario Alberto Hernández : Juan Diego[4]
- Emilio Linder
- Pedro Rodríguez